# Pro Athlé Tour
Le Pro Athlé Tour, anciennement Alma Athlé Tour du nom de l'ancien sponsor, est l'appellation du circuit des meetings professionnels d'athlétisme organisés en France, sous l'égide de la Fédération française d'athlétisme.

## Épreuves
19 disciplines sont concernées par ces meetings : 100 m, 100 ou 110 m haies, 200 m, 400 m, 400 m haies, 800 m ou 1 000 m, 1 500 m ou mile, 3 000 m ou 5 000 m ou 3 000 m steeple, longueur, hauteur, perche, triple saut, poids, disque, marteau, javelot, marche (3 000 ou 5 000 m), épreuves combinées.

## Sponsors
La société Alma Consulting Group remplace en 2009 le Groupe Lagardère, sponsor de l'épreuve depuis 2006, comme sponsor de la Ligue nationale d'athlétisme, organisateur de la compétition mais se retire 2 ans plus tard. La même année, le meeting Lille Métropole n'est plus programmé réduisant à cinq le nombre de meeting avant le retour du meeting de Lille en 2012.

## Catégorie
Les meetings de Sotteville-lès-Rouen, Reims, Nancy, Lille et de Montreuil font partie de la catégorie Outdoor Premium Meeting de l'Association européenne d'athlétisme, la catégorie la plus prestigieuse des meetings organisés au niveau européen. Le meeting de Monaco est aussi une épreuve de la Diamond League.

## Calendrier
| Épreuve              | 2009 | 2010 | 2011 | 2012 | 2013 | 2014 | 2015 |
| -------------------- | ---- | ---- | ---- | ---- | ---- | ---- | ---- |
| Marseille            |      |      |      |      |      |      | •    |
| Montreuil            | •    | •    | •    | •    | •    | •    | •    |
| Tomblaine (Nancy)    | •    | •    | •    | •    | •    | •    | •    |
| Lille                | •    | •    |      | •    |      |      |      |
| Sotteville-lès-Rouen | •    | •    | •    | •    | •    | •    | •    |
| Reims                | •    | •    | •    | •    | •    |      |      |
| Monaco               | •    | •    | •    | •    | •    | •    |      |
| Paris                |      |      |      |      |      | •    |      |
| Total                | 6    | 6    | 5    | 6    | 5    | 5    |      |